# Saeed Ahmed (Cricketspieler)
Saeed Ahmed (Urdu سعید احمد; * 1. Oktober 1937 in Jalandhar, Britisch-Indien; † 20. März 2024 in Lahore, Pakistan) war ein pakistanischer Cricketspieler, der zwischen 1958 und 1972 für die pakistanische Nationalmannschaft spielte.

## Aktive Karriere
Saeed gab sein First-Class-Debüt im nationalen pakistanischen Cricket in der Saison 1954/55. Er konnte sich dort für die Selektoren der Nationalmannschaft empfehlen, so dass er im Januar 1958 für die Tour in den West Indies eingeladen wurde. Bei seinem Debüt erreichte er ein Fifty (65 Runs) und auch in den verbliebenen Spielen der Serie konnte er neben einem Century über 150 Runs insgesamt drei Fifties (64, 52 und 97 Runs) hinzufügen. Im Jahr darauf kamen die West Indies nach Pakistan, wo ihm ein weiteres Fifty (78 Runs) gelang. Daraufhin hatte er sich im Nationalteam etabliert. Gegen Australien erreichte er im November 1959 ein Century über 166 Runs und ein Fifty über 91 Runs. Im Folgejahr gelang ihm bei der Tour in Indien im ersten Test eine Partnerschaft mit Hanif Mohammad über 246 Runs, wobei er ein Century über 121 Runs erzielte. Auch im vierten Test konnte er ein Century über 103 Runs hinzusteuern. In der Saison 1961/62 erreichte er zwei Fifties (74 und 69 Runs) gegen England, und beim Gegenbesuch im folgenden Sommer in England drei weitere (65, 54 und 64 Runs).
Die Saison 1964/65 begann er mit drei Wickets (3/41) als Bowler in Australien. Daraufhin konnte er in Australien (80 Runs) und in Neuseeland (87 Runs) jeweils ein Fifty erreichen. Zum Ende der Saison kam Neuseeland für einen Gegenbesuch nach Pakistan, wobei ihm bei den beiden Siegen in der Test-Serie ein Fifty (68 Runs) und ein Century (172 Runs) gelang. In der Saison 1967 gelang ihm ein weiteres Fifty (68 Runs) in England. Als England in der Saison 1968/69 nach Pakistan kam, war Saeed der Kapitän des pakistanischen Teams. Bei den drei Remis der Serie waren seine beste Leistungen vier Wickets (4/64) im ersten und drei Wickets (3/59) im zweiten Test der Serie als Bowler. Seine letzte Tour für die Nationalmannschaft bestritt er im Dezember 1972 in Australien. Nachdem er im zweiten Spiel ein Fifty (50 Runs) erreicht hatte, hatte er auf dem Feld eine Auseinandersetzung mit Dennis Lillee. Daraufhin meldete er sich auf Grund von Rückenproblemen für den verbliebenen Test krank, was ihm der Verband nicht glaubte und so wurde er von der Team-Leitung auf Grund von Indisziplin nach Hause geschickt.

## Nach der aktiven Karriere
Nach seinem Karriereende hatte er keinen weiteren Kontakt zum Sport und lebte zurückgezogen in Lahore. Nachdem seine Gesundheit angeschlagen war verstarb er im März 2024 im Alter von 86 Jahren.